# Jacob W. Miller
Jacob W. Miller (Washington Township, 1800. augusztus 29. – Morristown, 1862. szeptember 30.) az Amerikai Egyesült Államok szenátora (New Jersey, 1841–1853).